# Грязнуха (верхний приток Иловли)
Грязнуха (Грязнушка) — река в России, протекает по Жирновскому району Волгоградской области (исток) и Красноармейскому району Саратовской области. Правый приток Иловли, бассейн Дона.

## География
Грязнуха начинается на границе Волгоградской и Саратовской областей, около села Вишнёвое. Течёт на юго-восток. Впадает в Иловлю в 342 км выше устья последней, около села Каменка. Длина реки составляет 15 км, площадь водосборного бассейна — 117 км².

## Данные водного реестра
По данным государственного водного реестра России относится к Донскому бассейновому округу, водохозяйственный участок реки — Иловля, речной подбассейн реки — Дон между впадением Хопра и Северского Донца. Речной бассейн реки — Дон (российская часть бассейна).
Код объекта в государственном водном реестре — 05010300412107000009263.